# 李兴华 (官员)
李兴华（1958年3月—），广东梅州市五华县人，中华人民共和国政治人物。

## 生平
1974年11月，参加工作，1982年1月，加入中国共产党，1988年，从西安交通大学社科系研究生毕业，获得管理学博士。2007年4月，任广东省科技厅厅长、党组书记。2014年12月，深圳市人民检察院以涉嫌受贿罪，对其提起公诉。2014年1月12日，中共广东省委决定给予其开除党籍处分。2015年2月6日，其罪案公开宣判，因收受广州首诚太和有限公司等股权贿赂，犯受贿罪，判处无期徒刑，剥夺政治权利终身，并处没收个人全部财产。现羁押于清远监狱。